# Bacino Sajano-Šušenskoe
Il bacino Sajano-Šušenskoe (russo Саяно-Шушенское водохранилище, Sajano-Šušenskoe vodochranilišče), è un bacino idrico della Russia, situato nella Siberia meridionale lungo il corso dell'Enisej.
Si trova nella regione del Territorio di Krasnojarsk, della Repubblica di Tuva e della Chakassia. Il bacino si è formato a seguito della costruzione della diga e della centrale idroelettrica Sajano-Šušenskaja (Саяно-Шушенская ГЭС), negli anni 1980-1987, a sud-ovest del villaggio di Čerëmuški, a sud di Sajanogorsk.
Il bacino ha una superficie di 621km², con una lunghezza di 320 km e una larghezza variabile che arriva a un massimo di 9 km; la sua profondità massima è di 220 m.